# Gáname
Gáname es una localidad española perteneciente al municipio de Bermillo de Sayago, en la provincia de Zamora, y la comunidad autónoma de Castilla y León.

## Geografía
Su término pertenece a la histórica y tradicional comarca de Sayago. Junto con las localidades Fadón, Bermillo, Fresnadillo, Piñuel, Torrefrades, Villamor de Cadozos y Villamor de la Ladre, conforma el municipio de Bermillo de Sayago. 

## Topónimo
Esta localidad ya constaba en 1343 con el nombre actual, cuando se informa que esta “hiermo y despoblado por los pechos que le ponían”. Según Riesco Chueca, el origen del topónimo Gáname podría encontrarse en el antropónimo de un propietario medieval de etnia mozárabe. Idéntico origen tendría el nombre de la comarca salmantina de Campo de Argañán. El mismo autor sitúa dicho antropónimo en la órbita del portugués antiguo “alganame”, pastor principal, que se relacionaría con el árabe g•annâm y el andalusí g•annám ‘pastor’. En este sentido, Machado menciona en un documento de 1096, una “uinea de Stephanus alganam”. La acepción portuguesa 'pastor principal' sería respaldada por un documento de Évora del 1264. Sin embargo Coromines señala que en fonética castellana el étimo árabe propuesto habría evolucionado hacia algañeme o algañime, por la inevitable palatalización de la –nn– y el efecto de la imela. Ello no es claro: obsérvese que en los documentos medievales de la Corona de Aragón se menciona a un Muça Alganan. En todo caso, el topónimo salmantino podría, según Riesco Chueca, interpretarse como procedente de una forma léxica del ámbito occidental, convertida en nombre propio de un poblador de tal origen, posteriormente transmitido al lugar poseído por dicho propietario. En cuanto a la actual posición del acento de Gáname en esdrújula, es atribuible a una etimología popular, posiblemente de implantación cultista, desde el imperativo de ganar.

## Historia
En la Edad Media, Gáname quedó integrado en el Reino de León, época en que habría sido repoblado por sus monarcas en el contexto de las repoblaciones llevadas a cabo en Sayago.
Posteriormente, en la Edad Moderna, Gáname estuvo integrado en el partido de Sayago de la provincia de Zamora, tal y como reflejaba en 1773 Tomás López en Mapa de la Provincia de Zamora.
Así, al reestructurarse las provincias y crearse las actuales en 1833, la localidad se mantuvo en la provincia zamorana, dentro de la Región Leonesa, integrándose en 1834 en el partido judicial de Bermillo de Sayago, dependencia que se prolongó hasta 1983, cuando fue suprimido el mismo e integrado en el partido judicial de Zamora.

## Geografía humana

### Demografía
| Gráfica de evolución demográfica de Gáname entre 1842 y 1970 |
| |
| Población de derecho según los censos de población del INE Población de hecho según los censos de población del INEEntre el censo de 1857 y el anterior, crece el término del municipio porque incorpora a 49510 (Fadón) Entre el censo de 1930 y el anterior, disminuye el término del municipio porque independiza a 49510 (Fadón) Entre el censo de 1981 y el anterior, este municipio desaparece porque se integra en el municipio 49023 (Bermillo de Sayago) |

### Economía
La mayoría de su población permanente sigue viviendo, como es tradicional en la zona, de la ganadería, especialmente del ganado ovino. La agricultura en el pueblo se utiliza para autoabastecer las necesidades de pienso del ganado y se complementa con el pasto de los numerosos prados existentes, tanto privados como comunitarios, ya que en Gáname existe el llamado monte comunitario, que es una extensión de terreno que pertenece y es explotado por el conjunto de la comunidad. No obstante en años de sequía se tiene que recurrir a alimentar al ganado con forraje comprado.

## Arquitectura
La arquitectura tradicional del pueblo es muy interesante, con sus características paredes de piedras de mampostería de granito colocadas en seco o con mortero de cal y barro y sus cubiertas de tejas. Un elemento arquitectónico común en las casas tradicionales del pueblo es la tenada, un espacio cubierto equivalente al de una nave industrial moderna por su multifuncionalidad. Situado en la entrada, simultáneamente sirve de acceso a la propiedad para personas y carruajes, de corral y comedero para el ganado, como gallinero etc. Normalmente se separa de la verdadera vivienda por un patio en el que habitualmente se sitúa el pozo que abastecía de agua a los moradores. Las paredes de piedra son la seña de identidad de los campos de Gáname, ya que han constituido los lindes de separación de las parcelas agrícolas (" cortinas" (las cultivadas) y prados). Kilómetros de paredes de piedra granítica de entre 1 m y 1,5 m de altura, forman el paisaje de los campos que rodean al pueblo.